# Étrez
Étrez era una comuna francesa situada en el departamento de Ain, en la región de Auvernia-Ródano-Alpes, que el 1 de enero de 2019 pasó a ser una comuna delegada de la comuna nueva de Bresse Vallons.

## Demografía
| 429 | 398 | 398 | 505 | 510 | 642 | 806 |
| Para los censos de 1962 a 1999 la población legal corresponde a la población sin duplicidades (Fuente: INSEE [Consultar]) |     |     |     |     |     |     |